# Lipovac (Rakovica)
Lipovac is een plaats in de gemeente Rakovica in de Kroatische provincie Karlovac. De plaats telt 18 inwoners (2001).